# John Sumegi
John Zoltan Sumegi (27 ottobre 1954) è un ex canoista australiano.

## Palmarès

### Olimpiadi
- 1 medaglia:
  - 1 argento (Mosca 1980 nel K-1 500 m)

### Mondiali
- 1 medaglia:
  - 1 argento (Duisburg 1979 nel K-1 500 m)